# Meliboeus wittei
Meliboeus wittei es una especie de escarabajo del género Meliboeus, familia Buprestidae. Fue descrita científicamente por Théry en 1948.